# Michael Dietz
Michael Dietz (nascido em 10 de fevereiro de 1971) é um ator e produtor americano.

## Carreira
Como ator Dietz teve passagens convidados em horário nobre como em Wasteland, Charmed, Beverly Hills, 90210, The Drew Carey Show e Baywatch e papéis principais como Alan-Michael Spaulding  em GGuiding Light July 1996-February 1997 e como Joe Scanlon em Port Charles e aparições em House MD e CSI.
Em 2005, Michael é formado pela Lucky Butterfly Productions em cinema e televisão.
Michael também é o co-inventor do jogo de tabuleiro Bubblebrain , que já ganhou vários prêmios, incluindo Toy Family Fun da revista do ano. His latest game, "Life's A Pitch" was released last year.[carece de fontes?]. Seu último jogo: "Life's A Pitch" que já foi lançado.[carece de fontes?]

## Vida pessoal
Dietz é casado com a atriz Paige Rowland . Eles têm um filho juntos. [carece de fontes?]

## Ligações Externas
- Michael Dietz. no IMDb.
- Soap Opera Digest interview